# Emoia tropidolepis
Emoia tropidolepis este o specie de șopârle din genul Emoia, familia Scincidae, descrisă de Boulenger 1914. Conform Catalogue of Life specia Emoia tropidolepis nu are subspecii cunoscute.